# Abbauverluste
Als Abbauverluste bezeichnet man im Bergbau die Inhalte eines Bodenschatzes innerhalb eines Grubenfeldes, die aus unterschiedlichen Gründen nicht abgebaut werden oder werden können. Die Abbauverluste werden in Prozent des anstehenden Lagerstätteninhaltes angegeben. Sie haben einen nicht unerheblichen Einfluss auf den Anteil der gewinnbaren Vorräte einer Lagerstätte. Die Abbauverluste sind unter Berücksichtigung der Vollständigkeit der Gewinnung der Lagerstätte und der Wirtschaftlichkeit des Bergbaus möglichst gering zu halten. Die Ermittlung der Abbauverluste ist wichtig für den jeweiligen Bergwerksbesitzer und den zuständigen Betriebsführer. So muss beispielsweise die Höhe der voraussichtlichen Abbauverluste bei der Berechnung der Rohstoffreichweite einer Lagerstätte berücksichtigt werden.

## Ursachen
Die Ursachen der Abbauverluste lassen sich einteilen in lagerstättenbedingte, betriebsbedingte und sicherheitsbedingte Abbauverluste.
Aufgrund der Geologie einer Lagerstätte ist nicht jeder Lagerstättenanteil bergmännisch hereinzugewinnen. Durch Vertaubungen, Verschmälerungen oder sonstige geologische Störungen beeinträchtigte Lagerstätteninhalte können nicht oder nur unter erheblichem Aufwand abgebaut werden. Die lagerstättenbedingten Abbauverluste entstehen somit aufgrund der unterschiedlichen Form und des Aufbaus einer Lagerstätte. Aber auch nicht bauwürdige Lagerstättenanteile führen letztendlich zu entsprechenden Abbauverlusten.
Betriebsbedingte Abbauverluste entstehen überwiegend durch das gewählte Abbauverfahren. Insbesondere Abbauverfahren ohne Bergeversatz zwingen den Bergmann, aus Schutzgründen Bergfesten stehenzulassen. Bei diesen Abbauverfahren kommt es durch die nicht abbaubaren Bergfesten zu großen Abbauverlusten. Aber auch dann, wenn die Bergfesten hinterher abgebaut werden können, entstehen beim Abbau der Bergfesten leichte Abbauverluste. Durch den rücksichtslosen Raubbau von Lagerstätten entstehen, je nach Lagerstätte, sehr große Abbauverluste. Aber auch die nicht mehr gewinnbaren Vorräte stillgelegter Zechen zählen zu den betrieblichen Abbauverlusten.
Zum Schutz von Grubenbauen oder von Tagesanlagen müssen in bestimmten Bereichen Sicherheitspfeiler stehen bleiben. Diese Sicherheitspfeiler führen zu weiteren Abbauverlusten. Insbesondere die durch die Schachtsicherheitspfeiler entstehenden Abbauverluste sind erheblich. Da diese Pfeiler aufgrund des zu berücksichtigenden Bruchwinkels mit zunehmender Teufe größer werden, wachsen auch die Abbauverluste mit zunehmender Teufe.

## Höhe der Verluste
Noch bis in die zweite Hälfte des 19. Jahrhunderts wurden die Abbauverluste geschätzt oder willkürlich bei der Ermittlung des Ausbringens auf einen Wert von z. B. 20 Prozent festgesetzt. Die ersten Berechnungen über die Höhe der einzelnen Abbauverluste wurden bereits im 19. Jahrhundert auf der Königsgrube durchgeführt. Unter Berücksichtigung der Flözmächtigkeit, der Pfeilerhöhe und der Abschnittsbreite konnten erste Rückschlüsse über die Abbauverluste im Steinkohlenbergbau gewonnen werden. Auf Basis dieses Verfahrens wurden weitere Berechnungen auf anderen Bergwerken durchgeführt und dabei im Laufe der Jahre weitere Erkenntnisse gewonnen. So waren die ersten Berechnungen zum Teil fehlerhaft und führten zu höheren berechneten Werten der Abbauverluste. In erster Linie ist es entscheidend, ob die Lagerstätte im Tagebau oder im Untertagebau abgebaut wird. So entstehen beim Tagebau nur geringe Abbauverluste von bis zu fünf Prozent. Beim Untertagebau liegen die Abbauverluste deutlich höher. Insbesondere werden hierbei die Abbauverluste durch das jeweilige Abbauverfahren beeinflusst. So können beim Kohlenbergbau die Abbauverluste, je nach Abbauverfahren, bis zu 70 Prozent des Kohlenvorrats des jeweiligen Lagerstättenteils betragen. Beim streichenden Pfeilerbau liegen die Abbauverluste bei 30 Prozent. Ebenfalls 30 Prozent Abbauverluste entstehen beim Strebbau. Niedrige Abbauverluste entstehen auch beim Querbau.  Beim Kammerbau liegen die Verluste bei über 50 Prozent. Beim Abbau von Steinsalz mittels Wasserspülung sinkt dieser Wert, bedingt durch die schmaleren Pfeiler, auf rund 30 Prozent. Bei Kuhlenbau treten Abbauverluste von bis zu 54 Prozent auf. Aufgrund der Sicherheitspfeiler treten beim Kuhlenbau Abbauverluste von 44 bis 60 Prozent auf. Sehr geringe Abbauverluste treten beim Etagenbau auf, sie liegen im Durchschnitt bei 11 Prozent. Beim Rückbau der Bergfesten bleiben unter günstigen Umständen trotzdem Abbauverluste von knapp 10 Prozent. Durch das vorzeitige Zubruchgehen von Pfeilerabschnitten oder bedingt durch vorzeitiges Abwerfen von ganzen Bauabteilungen aufgrund von zu hohem Gebirgsdruck kommt es im Steinkohlenbergbau zu Abbauverlusten von 20 bis 30 Prozent.

## Minderung der Abbauverluste
Die Reduzierung der Abbauverluste ist insbesondere aus wirtschaftlichen Gründen erforderlich. Sie führt indirekt zu einer Leistungssteigerung der jeweiligen Bergbaubetriebe. Die Abbauverluste lassen sich durch die Wahl eines für den Abbau des jeweiligen Rohstoffes speziell geeigneten Abbauverfahrens erheblich reduzieren. So lassen sich durch die Verwendung von Abbauverfahren mit Bergeversatz die Abbauverluste deutlich senken. Dies liegt daran, dass durch den Versatz die Standfestigkeit der Bergfesten erhöht wird. Somit ist es durch die Verwendung von Versatz möglich, die zuvor stehengelassenen Bergfesten nachträglich abzubauen. Durch eine gezielte Auffahrung lassen sich ebenfalls die Abbauverluste reduzieren. Durch das Breitauffahren der Grundstrecken können die durch das Anstehenlassen von Grundstreckensicherheitspfeilern entstehenden Abbauverluste vermieden werden. Die durch Bremsbergsicherheitspfeiler entstehenden Abbauverluste können durch entsprechende Auffahrung der Bremsberge vermieden werden. Eine weitere Reduzierung der Abbauverluste entsteht durch den Abbau von bedingt abbauwürdigen Lagerstättenteilen. Bei Flözen sind in der Regel geringmächtige oder Flöze mit starken Verunreinigungen nur bedingt bauwürdig. Je nach Stand der Technik und nach Marktlage sind diese Flöze dann entweder bauwürdig oder nicht bauwürdig. Aber auch die Nachfrage nach einem bestimmten Mineral führt dazu, dass auch nur bedingt bauwürdige oder selbst unbauwürdige Lagerstättenteile abgebaut werden. Diese Maßnahme wurde Anfang des 20. Jahrhunderts im englischen Steinkohlenbergbau verstärkt durchgeführt, indem auch bis dahin als unbauwürdig geltende Flöze abgebaut wurden. Eine Methode, die Kohle in solchen Flözen zu gewinnen, ist das in den USA entwickelte Auger Mining. Eine weitere Reduzierung der Abbauverluste ist der Abbau stehengelassener und bereits unterbauter Lagerstättenteile. Im Ruhrbergbau wurden aus Kostengründen auf mehreren Bergwerken bereits unterbaute Lagerstättenteile nachträglich wieder abgebaut.